# Амнезия
Амнезия (на гръцки: Ἀμνησία) е състояние, в което паметта е увредена. По-просто казано амнезията представлява загуба на памет. Причините за амнезия биват органични и функционални. Органичните причини включват удар, сътресение, травма или зараза на мозъка, или използването на наркотици. Функционалните причини са психологически фактори като защитните сили на организма. Амнезията се разделя на две категории: ретроградна и антероградна. Ретроградната представлява частична или пълна загуба на спомени от вече състояли се събития. Антероградната от своя страна не позволява създаването на нови спомени.